# B (album)
B – dwupłytowa kompilacja manchesterskiej grupy muzycznej I Am Kloot, wydana jesienią 2009 roku. Album zawiera strony B singli, rzadkie oraz wcześniej niepublikowane nagrania.
Kompilacja w postaci dwóch nośników CD, dostępna jest od dnia 16 września 2009 podczas koncertów zespołu, a od 5 października także za pośrednictwem Townsend Records. Oficjalna premiera miała miejsce 2 listopada tego samego roku (wcześniej planowano ją na 26 października). Płyta ukazała się nakładem Skinny Dog Records.
W lutym 2010, nakładem [PIAS] ukazała się „europejska” edycja albumu, zawierająca dwa dodatkowe utwory (zob. lista poniżej). Od 1 kwietnia 2010, za pośrednictwem Townsend Records, dostępna jest również limitowana edycja gramofonowa albumu, z autografami członków grupy, zawierająca taką samą listę utworów jak wspomniana „europejska” edycja kompaktowa.
Na okładce znajdują się litery B, z których część stanowią prace nadesłane (drogą internetową) przez fanów na zorganizowany w tym celu konkurs. Tło, przypominające kolorem i wzorem papier pakowy, nawiązuje do okładek pierwszych singli grupy: „Titanic”/„To You” i „Twist”/„86 TV's” z albumu Natural History.

## Lista utworów
Autorem wszystkich piosenek jest John Bramwell.
CD1
| 1.  | „Titanic”                                      | 3:12  |
|     |                                                |       |
| 2.  | „Proof (demo)”                                 | 2:48  |
|     |                                                |       |
| 3.  | „This House Is Haunted”                        | 4:16  |
|     |                                                |       |
| 4.  | „Cinders”                                      | 1:54  |
|     |                                                |       |
| 5.  | „Deep Blue Sea”                                | 3:55  |
|     |                                                |       |
| 6.  | „The Mermen”                                   | 3:49  |
|     |                                                |       |
| 7.  | „Gods and Monsters (Two Lone Swordsmen Remix)” | 4:44  |
|     |                                                |       |
| 8.  | „Strange Little Girl”                          | 2:16  |
|     |                                                |       |
| 9.  | „Junk Culture”                                 | 3:38  |
|     |                                                |       |
| 10. | „Stop Taking Photographs”                      | 1:56  |
|     |                                                |       |
| 11. | „Big Tears”                                    | 2:25  |
|     |                                                |       |
| 12. | „Monkeys”                                      | 2:16  |
|     |                                                |       |
| 13. | „By Myself”                                    | 2:59  |
|     |                                                |       |
| 14. | „A Million Things (demo)”                      | 3:33  |
|     |                                                |       |
|     |                                                | 43:41 |
|     |                                                |       |
CD2
| 15. | „Blue and Bone China” | 2:49  |
|     | |       |
| 16. | „Asleep at the Wheel” | 3:36  |
|     | |       |
| 17. | „Fat Kids in Photographs” | 2:39  |
|     | |       |
| 18. | „Ferris Wheels (demo)” | 3:40  |
|     | |       |
| 19. | „Tell Me Something” | 3:36  |
|     | |       |
| 20. | „The Face of Alabaster” | 6:04  |
|     | |       |
| 21. | „You Gotta Go” | 3:11  |
|     | |       |
| 22. | „The Great Escape” | 2:28  |
|     | |       |
| 23. | „Glimmer” | 4:58  |
|     | |       |
| 24. | „Life in a Day (live)” | 2:57  |
|     | |       |
| 25. | „Over My Shoulder (demo)” | 3:00  |
|     | |       |
| 26. | „86 TV's (alternative version)” | 3:05  |
|     | |       |
| 27. | „Twist (French)” | 3:20  |
|     | |       |
| 28. | „Dogs Howl” | 1:59  |
|     | Na edycji brytyjskiej „Dogs Howl” trwa równe 8 minut i zawiera ukryty utwór, w którym manchesterski aktor Neil Bell recytuje wiersz „Salomey Maloney” autorstwa salfordzkiego poety performatywnego, Johna Coopera Clarke'a[9]. Nagranie powstało na potrzeby niewydanego tribute albumu Evidently Chickensounds (Fat Northerner Records) zawierającego covery w wykonaniu różnych artystów[10]. Neil Bell grał Johna Coopera Clarke'a w nominowanej do Manchester Evening News Theatre Awards sztuce teatralnej 36 Hours: The John Cooper Clarke Story (reż. Neil Best, Studio Salford, 2004 r.)[11][12] |       |
|     | | 47:22 |
|     | |       |
Utwory bonusowe, zawarte na edycji „europejskiego” wydania
kompaktowego (2CD) oraz na wersji gramofonowej (2LP)
| 29 (CD2), 15[13] (LP1). | „I'm a Believer” | 5:24  |
|                         |                  |       |
| 30 (CD2), 16[13] (LP1). | „The Red Dress”  | 4:24  |
|                         |                  |       |
|                         |                  | 09:48 |
|                         |                  |       |

## Pochodzenie poszczególnych utworów
1. „Titanic” (1999)
Jest to piosenka z singla „Titanic” / „To You” (podwójna strona A, 1999).
2. „Proof (demo)” (2001), 27. „Twist (French)” (2001)
Są to strony B odpowiednich wersji singla „Morning Rain” (2001). „Twist (French)”, nagranie z koncertu w paryskim La Boule Noire, w walentynki 2001, wystąpiło na tym singlu jako „Twist (live)”. Słowo „French” odnotowuje fakt, że John Bramwell zaśpiewał na tym koncercie utwór „Twist” częściowo w języku francuskim.
3. „This House Is Haunted” (2003), 4. „Cinders” (2003), 13. „By Myself” (2003), 5. „Deep Blue Sea” (2003)
Są to strony B odpowiednich wersji singli „Life in a Day” (2003) i „From Your Favourite Sky” (2004) z albumu I Am Kloot, przy czym piosenka „Deep Blue Sea” pojawiła się także jako utwór ukryty w tzw. pregapie wydania CD tejże płyty.
6. „The Mermen” (2003)
Jest to strona B singla „Untitled #1” (2003).
7. „Gods and Monsters (Two Lone Swordsmen Remix)” (2005)
Jest to „Vocal Remix” utworu „Gods and Monsters”, zrobiony przez duet Two Lone Swordsmen i pochodzący z singli „Gods and Monsters (Two Lone Swordsmen)” oraz „I Believe”.
8. „Strange Little Girl” (2005)
Jest to strona B singla „Maybe I Should” (2005).
9. „Junk Culture” (2004)
Utwór najpierw znalazł się na You, Me and the Alarm Clock (1989) – solowym albumie Johna Bramwella, występującym wówczas pod pseudonimem Johnny Dangerously.
W 2004 piosenka została ponownie nagrana i umieszczona na:
- singlu „Proof” (2004)
- stronach B odpowiednich wersji singla „Over My Shoulder” (2005).

10. „Stop Taking Photographs” (2005), 22. „The Great Escape” (2005)
Są to strony B odpowiednich wersji singla „Over My Shoulder” (2005).
11. „Big Tears” (2003), 12. „Monkeys” (2003)
Są to strony B jednej z wersji singla „3 Feet Tall”.
14. „A Million Things (demo)” (2007), 15. „Blue and Bone China” (2007), 16. „Asleep at the Wheel” (2007), 17. „Fat Kids in Photographs” (1997), 19. „Tell Me Something” (2006), 21. „You Gotta Go” (2007), 23. „Glimmer” (2007), 28. „Dogs Howl” (2007), 29. „I'm a Believer” (2005), 30. „The Red Dress” (2007)
Są to utwory wcześniej niepublikowane.
18. „Ferris Wheels (demo)” (2007)
Wersja demo utworu „Ferris Wheels”, który znalazł się na albumie I Am Kloot Play Moolah Rouge.
20. „The Face of Alabaster” (2007)
5 grudnia 2008, utwór ten, jako „The Face of Alabasta”, udostępniono fanom zespołu do pobrania w formie pliku MP3.
24. „Life in a Day (live)” (2004)
Jest to nagranie z koncertu w londyńskiej Brixton Academy (2004), zamieszczone poprzednio na stronach B odpowiednich wersji singla „From Your Favourite Sky” (2004).
25. „Over My Shoulder (demo)” (1999)
Jest to ta sama wersja utworu „Over My Shoulder”, jaka znalazła się na kompilacji We Love You... So Love Us Too (różni wykonawcy, wyd. 19 marca 2000 r. nakładem We Love You). Potem nagrano nową wersję tej piosenki na potrzeby albumu Gods and Monsters.
26. „86 TV's (alternative version)” (2001)
Jest to „wersja alternatywna” piosenki „86 TV's” pochodzącej z albumu Natural History.

## Twórcy

### Instrumenty
I Am Kloot:
- John Bramwell
- Andy Hargreaves
- Peter Jobson

Dodatkowe instrumenty:
- Julian Gaskell (Indigo Jones) – gitara
- Norman McLeod – gitara, elektryczna gitara stalowa
- Colin McLeod – fortepian, organy Hammonda
- Isabelle Dunn (Izzi Dunn) – wiolonczela
- Amanda Drummond – skrzypce
- Stella Page i Prabjote Osahn – altówki
- Nick Burton – bębny
- Chris Rotter – gitara

### Produkcja i miksowanie
1. „Titanic” (1999), 2. „Proof (demo)” (2001), 25. „Over My Shoulder (demo)” (1999)
- Guy Garvey (Elbow) – produkcja, inzynieria i miksowanie

3. „This House is Haunted” (2003), 5. „Deep Blue Sea” (2003), 12. „Monkeys” (2003)
- Ian Broudie (The Lightning Seeds) – produkcja
- Jon Gray – inżynieria
- Cenzo Townshend – miksowanie

4. „Cinders” (2003), 6. „The Mermen” (2003)
- Chris Potter – produkcja i miksowanie
- Dom Morley – inżynieria

7. „Gods and Monsters (Two Lone Swordsmen Remix)” (2005), 10. „Stop Taking Photographs” (2005), 22. „The Great Escape” (2005)
- Joe Robinson – produkcja i miksowanie
- Dan Broad – inżynieria
- Andrew Weatherall – Two Lone Swordsmen – remiks „Gods and Monsters”

8. „Strange Little Girl” (2005)
- Guy Garvey i Craig Potter (Elbow) – produkcja, inżynieria i miksowanie

9. „Junk Culture” (2004), 11. „Big Tears” (2003), 14. „A Million Things (demo)” (2007), 18. „Ferris Wheels (demo)” (2007)
- I Am Kloot – produkcja, inżynieria i miksowanie

13. „By Myself” (2003)
- Scott Alexander i Julian Gaskell (Indigo Jones[17]) – produkcja, inżynieria i miksowanie

15. „Blue and Bone China” (2007), 20. „The Face of Alabaster” (2007), 21. „You Gotta Go” (2007), 23. „Glimmer” (2007), 28. „Dogs Howl” (2007), 30. „The Red Dress” (2007)
- Colin McLeod – produkcja i miksowanie
- Seadna McPhail – inżynieria

16. „Asleep at the Wheel” (2007)
- Seadna McPhail – produkcja, inżynieria i miksowanie

17. „Fat Kids in Photographs” (1997)
- Colin Collins – produkcja, inżynieria i miksowanie

19. „Tell Me Something” (2006)
- Chris Potter – produkcja i miksowanie
- Julian Gaskell – dodatkowa produkcja

24. „Life in a Day” (2004)
- Richard Knowles – dźwięk (nagrywane podczas koncertu w londyńskiej Brixton Academy)

26. „86 TV's (alternative version)” (2001)
- Hugh Jones – produkcja i miksowanie

27. „Twist (French)” (2001)
- Jemina Cox – dźwięk (nagrywane podczas koncertu w paryskim La Boule Noire, w walentynki 2001)

29. „I'm a Believer” (2005)
- Keir Stewart (The Durutti Column) – produkcja, inżynieria i miksowanie

Mastering – różne: Krishna Stott, Guy Davie, Tony Cousins, Julian Gaskell, Keir Stewart, Clint Boon, Colin McLeod

Mastering tej kompilacji: Dan Thomas

### Oprawa graficzna
Na okładce znajdują się litery B, z których część stanowią prace nadesłane przez fanów na zorganizowany w tym celu konkurs. Skompilował i zilustrował: Paul Brownless.